# Западный пиви
Западный пиви (лат. Contopus sordidulus) — певчая птица из семейства тиранновые.

## Описание
Птица длиной 16 см. Окрас оперения верхней части тела оливково-зелёный с белёсыми полосами на крыльях, нижняя часть тела светло-серого окраса с более тёмными участками перьев на груди и по бокам. Призывный крик грубый и продолжительный.

## Распространение
Западный пиви населяет светлые леса, парки, луга и горные леса в западной части Северной Америки от Аляски до Центральной Америки. На зимовку мигрирует на запад Южной Америки до Перу и Боливии.

## Питание
Птица ловит насекомых в полёте или склёвывает их с листьев. Добычей становятся моли, мухи, комары, а когда насекомых недостаточно, птица питается ягодами.

## Размножение
Открытое, чашеобразное гнездо располагается на горизонтальной, часто высокой ветви. В кладке от 3-х до 4-х яиц, высиживание которой длится примерно 2 недели. Обе родительских птицы участвуют в выкармливании птенцов.